# Jovan Nenad
Jovan Nenad (srbsko Јован Ненад, Jovan Nenad), znan kot Črni, je bil srbski vojaški poveljnik v službi Kraljevine Ogrske, ki je izkoristil ogrski vojaški poraz v bitki pri Mohaču leta 1526  in kasnejše spopade za ogrski prestol in v južni Panonski nižini ustanovil svojo državo. Naslavljal se je s cesar (car), * okoli 1492, Lipovo, Kraljevina Ogrska, † 26. julij 1527, Tornjoš, Osmanska Ogrska.
Srbski zgodovinarji Jovanu Nenadu pripisujejo ustanovitev Vojvodine in zadnje neodvisne srbske države pred osmansko okupacijo.

## Poreklo
Po rodu je bil Srb, rojen okoli leta 1492 v Lipovi ob reki Mureş v severnem Banatu  (današnja Romunija). Vsi drugi podatki o njem so nezanesljivi. Sam zase je trdil, da je "potomec srbskih in bizantinskih vladarjev", čeprav so njegovi sodobniki menili, da je potomec srbskih despotov ali človek nizkega stanu. Bil je srednje visok, vitek, zelo moralen in pobožen. Njegovi sodobniki so ga imenovali "Črni" zaradi nenavadnega  rojstnega znamenja, ki so ga mnogi imeli za božanskega: "Imel je temno črto, široko en prst, ki se je začela na desnem sencu in tekla po telesu navzdol na njegovega desnega stopala".

## Vojaška kariera
V bitki pri Mohaču 29. avgusta 1526 je Osmansko cesarstvo uničilo vojsko češko-ogrskega kralja Ludvika II. Jagela, ki je v bitki padel. Po bitki je bila Kraljevina Ogrska razdeljena na tri dele: Kraljeva Ogrska na severu in zahodu je postala habsburška provinca, Transilvanija na vzhodu je postala neodvisna država, medtem ko je osrednji in južni del nekdanjega Ogrskega kraljestva prišel pod oblast Osmanskega cesarstva. Ogrsko prebivalstvo je bilo razdeljeno na dve stranki: ena je za ogrskega kralja izvolila ogrskega plemiča  Ivana Zapolja, druga pa Habsburžana Ferdinanda I.,  svaka umrlega Ludvika II. V del teh sporov je bil vpleten tudi vodja srbskih najemnikov Jovan Nenad.
Jovan Nenad se je takoj po bitki pri Mohaču pojavil med Tiso in Donavo kot poveljnik srbskega polka in hitro pregnal Osmanlije iz Bačke in delov Banata in Srema in samostojno zavladal na tem ozemlju. Sprva se je postavil na Zapoljevo stran, ko se je ogrsko plemstvo v Bački odtujilo od Ivana Zapolje in Zapolja ni priznal samostojnosti Nenadovega ozemlje, pa se je na začetku leta 1527 odločil podpreti habsburškega pretendenta Ferdinanda I. Spori z ogrskim plemstvom so se začeli, ko ogrskim beguncem ni nameraval vrniti njihovih zakonitih posesti v Bački in jih je štel za svoje. S svojo vojsko je ropal ogrske posesti in vasi in teroriziral ogrsko prebivalstvo, zato se proti njemu ni obrnilo samo ogrsko  plemstvo, ampak tudi vaščani in kmetje.
Za vrhovnega poveljnika svoje vojske je imenoval  Radoslava Čelnika, za odposlanca tujim vladarjem pa Fabijana Literata, frančiškana iz Iloka, in Ivana Dolića, kaštelana Bača iz Iriga. Njegov zakladnik in palatin je bil Subota Vrlić iz Jagodine. Poleg svoje vojske je organiziral tudi osebno stražo, ki je štela 600 vojakov. Njegovo vojsko so okrepili srbski begunci z osmanskega ozemlja, Vlahi iz Banata in Transilvanije, pa tudi nekateri  katoličani. Na začetku leta 1527 je štela okoli 15.000 mož. Domneva se, da je bil ključ njegovega poznejšega uspeha sodelovanje pravoslavnih in katoliških Slovanov. Med njegovo vladavino je bil v južni Panonski nižini, zlasti med Donavo in Tiso, že znaten delež srbskega prebivalstva. 
Jovan Nenad je boj za ogrski prestol obravnaval kot kratkotrajen posel. Njegova primarna naloga je bil boj proti Osmanom za osvoboditev srbskih dežel. V prvi polovici leta 1527 je bil Ferdinand odsoten z Ogrske in se pripravljal na vojno proti Zapolji, ki je  postala znana kot ogrska kampanja 1527–1528.  V tem času je kralj Zapolja poslal svojo vojsko proti Jovanu Nenadu, da bi urediti notranje zadeve, preden bi se Ferdinand lahko vrnil. Zapolja je podcenjeval Nenadovo moč. Proti njemu je poslal Laszla Csákyja s 300 vitezi, ki jih je Nenad v začetku aprila premagal. Csákyja so ujeli in usmrtili.
Jovan Nenad je po tej bitki dosegel vrhunec svoje moči in se preimenoval v cesarja. Zapolja je proti njemu poslal še eno vojsko,  ki jo je vodil transilvanski vojvoda Peter Perenyi. Konec aprila je Jovan Nenad pri Tiszaszőlős ob Tisi porazil tudi to vojsko. Jovanovo vojsko je porazila šele tretja vojska pod poveljstvom Perenya in škofa Czibaka, v kateri so bili zbrani vojaki iz cele Transilvanije in Gornje Ogrske. V bitki je padlo okoli 8.000 Jovanovih mož.
Jovan Nenad se je poskušal z ostankom svoje vojske pridružiti Ferdinandovi vojski in bil pri Szegedu težko ranjen. Na umiku proti Senti so ga prestregli in v vasi Tornjoš umorili. Njegovo glavo so poslali Ivanu Zapolji. Ostanki njegove vojske so se po njegovi smrti razpršili, s čimer se je končalo njegovo osvobodilno gibanje. Zadnje ostanke njegove vojske je Radoslav Čelnik odpeljal v osmanski Srem, kjer je do leta 1530 vladal kot  osmanski vazal in zatem kot habsburški podložnik.

## Zapuščina
Jovan Nenad je sčasoma postal mitski lik Srbov. Mnogi srbski zgodovinarji ga štejejo za utemeljitelja sodobne Vojvodine, čeprav je bila njegova vstaja prekratka in njegova vladavina preveč burna, da bi imela trajne posledice. V Subotici, drugem največjem mestu in nekoč prestolnici Vojvodine so mu postavili spomenik z napisom "Tvoja misel je zmagala" (Твоја је мисаo победила/Tvoja je misao pobedila).